# Thư viện Quốc gia Thụy Điển
Thư viện Quốc gia Thụy Điển,  (tiếng Anh: National Library of Sweden, tiếng Thụy Điển: Kungliga biblioteket, KB, có nghĩa là "Thư viện Hoàng gia" hay "the Royal Library") là thư viện quốc gia của Thụy Điển. Do đó, nó thu thập và bảo quản tất cả các tài liệu in và nghe trực quan (audio-visual) trong nước bằng tiếng Thụy Điển, cũng như nội dung với hiệp hội Thụy Điển được xuất bản ở nước ngoài. Là một thư viên nghiên cứu, nó cũng có các bộ sưu tập lớn về văn học bằng các ngôn ngữ khác.

## Bộ sưu tập
Các bộ sưu tập của Thư viện Quốc gia bao gồm hơn 18 triệu đối tượng, ao gồm sách, áp phích, tranh ảnh, bản thảo và báo. Bộ sưu tập nghe trực quan nhìn bao gồm hơn 7 triệu giờ tài liệu được ghi.
Thư viện Quốc gia cũng là một thư viện nghiên cứu nhân văn, với các bộ sưu tập văn học nước ngoài trong một loạt các chủ đề.